# 丰乳肥臀
《丰乳肥臀》，是作家莫言最具争议也最受欢迎的长篇小说。全书主要刻画了一个从抗日战争到改革开放后的伟大母亲形象。

## 故事概要
从抗日战争一直写到改革开放之后，描绘了一部波澜壮阔的历史。书中的母亲和瑞典人马洛亚牧师生下了上官金童，和其他人生下了其他姐妹，这些姐妹亲属是贯穿中国20世纪的权力高层和民间势力，通过描写家庭来反映中国政治气候的变迁，也表现了莫言对于女性的爱戴、同情和赞颂。
各卷提要：
- 第一卷（刀光血影，金童出生）
- 第二卷（抗日年代，姐妹成长）
- 第三卷（内战年代，连襟恶斗）
- 第四卷（和平年代，金童成长）
- 第五卷（艰苦年代，金童受难）
- 第六卷（发财年代，金童沉浮）
- 第七卷（回溯开篇，母亲前传）
- （卷外卷）拾遗补阙。

## 主要人物
| 人物     | 关系           | 简介 |
| 上官鲁氏 | 母亲           | 生于清朝光绪26年（公元1900年）。乳名璇儿，在其6个月时，因所在地区的乡亲反抗修建胶济铁路，遭清政府和德国军队的围剿，父母双亡，由大姑姑于鲁氏和姑父于大巴掌抚养长大，裹足至16岁。后嫁给铁匠的儿子上官寿喜。三十多岁开始信仰基督教，95岁寿终。                                                              |
| 上官来弟 | 大姐           | 上官鲁氏和姑父于大巴掌的女儿。与孙大哑订婚后，和是黑驴鸟枪队队长沙月亮私奔，生女沙枣花。解放后重新嫁给残疾军人孙不言（改名后的孙大哑）。受尽孙不言肉体上的虐待后，爱上被拉到日本做劳工、在北海道深山藏匿15年后归来的鸟儿韩，生子鹦鹉韩。与鸟儿韩通奸时被孙不言发现，打斗中杀死了孙不言。自首，被处决。 |
| 上官招弟 | 二姐           | 上官鲁氏和姑父于大巴掌的女儿。丈夫为抗日别动大队的司令司马库，生女司马凰和司马凤。和独立纵队十七团交战中中弹死亡，女儿也被极左土改官员处死。 |
| 上官领弟 | 三姐           | 又叫“鸟仙”。生父为土匪密探。她一直深爱鸟儿韩，鸟儿韩被俘虏去日本后精神错乱，鸟仙附身。后被孙不言奸污，并嫁给孙不言。后坠崖而死。有儿子大哑和二哑，国共内战期间被飞机炸死。 |
| 上官想弟 | 四姐           | 生父为江湖郎中。因战乱饥荒，将自己卖进妓院。反右运动后在返村途中，被公社干部将财产洗劫，又遭受批斗，旧病复发而死。 |
| 上官盼弟 | 五姐           | 生父为屠狗人高大膘子。少年时参加爆炸大队，后嫁给政委鲁立人，生女鲁胜利。担任过卫生队长，区长等，反右运动中降任蛟龙河农场畜牧队队长，并改名马瑞莲。文革中自杀。 |
| 上官念弟 | 六姐           | 生父是天齐庙智通和尚。爱上美国飞行员巴比，婚后三天被与巴比特一起被鲁立人俘虏，在押解途中逃亡，逃亡途中在被一寡妇带到巴比特藏匿的山洞后，寡妇拉响手榴弹，三人同归于尽。 |
| 上官求弟 | 七姐           | 上官鲁氏被4名逃兵强暴所生。4岁时卖给流亡至哈尔滨的俄罗斯罗斯托夫伯爵夫人做养女，伯爵夫人死后被一火车站站长收养，改名乔其莎，毕业于省医学院，反右运动时期被打成右派，在农场改造时因为饥饿，暴食生豆饼胀气而死。                                                                                       |
| 上官玉女 | 八姐           | 和上官金童一起是双胞胎。父亲为瑞典传教士马洛亚。天生失明。三年大饥荒时期，投河自尽。 |
| 上官金童 | “我”           | 生来有恋乳症，因为“奸尸罪”被判刑十五年，改革开放后刑满释放，一生穷困潦倒，一事无成。 |
| 上官寿喜 | 上官鲁氏的丈夫 | 铁匠。没有生育能力，1939年，日军入侵高密东北乡时被杀害。 |
| 上官吕氏 | 上官寿喜的母亲 | 上官福禄的妻子。1939年，日军入侵高密东北乡杀害其丈夫和儿子后变疯，后因加害玉女被上官鲁氏打死。 |
| 司马库   | 司马亭的弟弟   | 上官招弟的丈夫。高密东北乡的大地主。抗日别动大队司令，国共战争时期被捕后逃脱，后来自首，公审枪毙。 |
| 司马粮   | 司马库之子     | 司马库三姨太的儿子。司马家被灭门时由上官招弟救出，交給上官鲁氏抚养长大，土改运动时期被迫出走，逃至韩国。后成为巨商，改革开放后回乡投资。 |
| 沙月亮   | 上官来弟的丈夫 | 抗日战争为黑驴鸟枪队队长。后来投降侵华日军，为渤海警备司令。被爆炸大队击败后自杀。 |
| 沙枣花   | 沙月亮之女     | 沙月亮和上官来弟的女儿。一生爱恋司马粮，90年代时，向司马粮求婚不成跳楼自杀。 |
| 马洛亚   | 瑞典传教士     | 和上官鲁氏生了上官金童和上官玉女。后被黑驴鸟枪队凌辱，跳楼自杀。 |
| 鸟儿韩   | 上官领弟的爱人 | 抗日战争被日本军俘虏到日本北海道做劳工，后逃至深山藏匿十五年后回乡。爱上了上官来弟，因合谋打死孙不言，被判至青海劳改，押解途中跳车而死。 |
| 鹦鹉韩   | 鸟儿韩的儿子   | 鸟儿韩和上官来弟的儿子。改革开放后，和耿莲莲合办东方鸟类中心，骗取巨额财产，被判刑。 |
| 鲁立人   | 蒋立人         | 抗日爆炸大队政委，独立纵队十七团政委、后任高东县县长，反右运动中降任蛟龙河农场场长，突发心脏病而死。 |
| 鲁胜利   | 鲁立人之女     | 鲁立人和上官盼弟之女。改革开放后任职大栏市市长，因为贪污受贿而判死刑。 |
| 孙不言   | 孙大姑的长孙   | 和上官来弟订婚。上官来弟和沙月亮逃婚后，奸污上官领弟并与她结婚。抗美援朝失去双腿，归来后，再次与上官来弟结婚。因不满妻子和鸟儿韩出轨而打架，被上官来弟打死。 |
| 纪琼枝   | 上官金童的老师 | 1957年被分为右派，改革开放后担任大栏市市长。 |

## 奖项荣誉
1997年，莫言以长篇小说《丰乳肥臀》夺得中国有史以来最高额的“大家·红河文学奖”，获得10万元人民币的奖金。

## 评价

### 正面评价
莫言自谓：“你可以不看我所有的作品，但你如果要了解我，应该看我的《丰乳肥臀》。”

美国《出版者周刊》：“引人入胜的细节，毫不畏缩的描写……莫言的这部小说是一次感官的盛宴。”

汪曾祺：“莫言的長篇小說《豐乳肥臀》，這是一部嚴肅的、誠摯的、富有象征意義的作品，對中國的百年歷史具有很高的概括性。這是莫言小說的突破，也是對中國當代文學的一次突破。書名不等於作品。但是也無傷大雅。‘豐乳’、‘肥臀’不應引起驚愕。”

### 负面评价
武汉大学中文系教授何国瑞在《歌颂革命暴力、爱国主义和国际主义的文艺——社会主义文艺本质论之二》一文中 ，严厉批评莫言的长篇小说《丰乳肥臀》是一部“近乎反动的作品”，并认为一些教授、评论家极力称赞这部作品，是“令人难以理解的咄咄怪事”。
1996年，中共中央的机关刊物《求是》杂志主办的《红旗文稿》发表文章《莫言的枪投向哪里？——评〈丰乳肥臀〉》批判莫言污蔑中共“共产共妻”。